# .org
.org是互聯網的通用頂級域之一，「org」是英文「organization（組織）」的縮寫，在創立時主要供不屬於當時其他5個通用頂級域類別（如.gov和.edu）的組織使用，包括非營利機構、國際組織等。現在已經沒有任何限制，它和頂級域.com一樣可以用於任何場合，包括營利和非營利組織、機構、團體。

## 外部連結
- IANA .org whois資料（页面存档备份，存于）
- InterNIC FAQs on the .org Transition（页面存档备份，存于）
- List of .org accredited registrars （页面存档备份，存于）